# Aublain
Aublain (wa. Åblén) – dzielnica (section) miasta Couvin w Belgii, w Regionie Walońskim, w prowincji Namur, w okręgu Philippeville. 1 stycznia 2020 roku liczyła 385 mieszkańców. Do 31 grudnia 1976 r. samodzielna gmina. 

## Demografia
Liczba mieszkańców, stan na 1 stycznia:
| Rok                | 1930 | 1947 | 1961 | 2020 |
| ------------------ | ---- | ---- | ---- | ---- |
| Liczba mieszkańców | 496  | 440  | 408  | 385  |